# Resident Evil Zero
Resident Evil Zero, typographié Resident Evil Ø, connu au Japon sous le nom Biohazard Ø (バイオハザード０), est un jeu vidéo de type survival horror développé par Capcom Production Studio 3 et édité par Capcom sur la GameCube de Nintendo en 2002. Il est disponible en Europe le 7 mars 2003. Le jeu est par la suite édité dans la gamme « Choix des Joueurs ».
Resident Evil Zero est une préquelle au premier épisode de la série. Le scénario se déroule la veille des événements relatés dans Resident Evil, il couvre les épreuves vécues dans les montagnes Arklay par l'équipe Bravo des S.T.A.R.S. Le gameplay reste similaire aux autres épisodes de la série mais comprend une innovation appelée « Partner Zapping ». Le joueur contrôle à la fois l'agent des S.T.A.R.S. Rebecca Chambers et le criminel condamné à mort Billy Coen, et peut à tout instant alterner entre les deux personnages afin de résoudre des énigmes et tirer parti de leurs capacités uniques.
Le jeu reçoit des critiques plutôt positives lors de sa sortie, et compte 1,25 million d'exemplaires vendus sur GameCube. Les critiques font l'éloge des graphismes, de la bande son, et de l'atmosphère qu'il dégage. Beaucoup estiment que le Partner Zapping et la nouvelle gestion des objets ajoutent de nouvelles couches stratégiques, cependant certains trouvent ces changements encombrants ou non-innovants. Le système de jeu et les contrôles traditionnels de la série sont largement considérés comme maladroits et désuets.
Le jeu est porté sur Wii en 2008, et une version remastérisée en haute définition sort en janvier 2016 sur PlayStation 3, PlayStation 4, Xbox 360, Xbox One et Windows, cette dernière compte 800 000 copies vendues. Une compilation nommée Resident Evil Origins Collection, comprenant aussi la version HD de Resident Evil .

## Trame
Le 23 juillet 1998, un train appartenant à la société pharmaceutique Umbrella, l'Ecliptic Express, est attaqué par une colonie de sangsues. Alors que les passagers et l'équipage sont attaqués, un homme apparaît au loin et observe depuis une colline. Deux heures plus tard, l'équipe Bravo des forces de police STARS est envoyée pour enquêter sur une série de meurtres cannibales dans les montagnes Arklay, près de Raccoon City. En se rendant sur les lieux, l'hélicoptère a une panne de moteur et s'écrase dans une forêt. En fouillant la zone, l'agent Rebecca Chambers de l'équipe Bravo tombe sur l'Express, immobilisé. Elle commence à enquêter sur les lieux, mais découvre que les passagers et l'équipage sont transformés en zombies. Elle ignore que leur transformation est due à l'exposition au virus T d'Umbrella contenu dans les sangsues. Alors qu'elle explore le train, elle fait équipe avec Billy Coen, un ancien officier de reconnaissance des Marines, qui devait être exécuté pour avoir tué 23 personnes jusqu'à ce que le van de la police militaire qui le transportait s'écrase dans la région,.
Le binôme remarque le mystérieux jeune homme, quelques instants avant que le train ne se remette soudainement en marche. Deux soldats d'Umbrella, aux ordres d'Albert Wesker et de William Birkin, tentent de prendre le contrôle du train et de le détruire, mais sont tués par des sangsues avant d'avoir pu accomplir leur mission. Alors que le train est hors de contrôle, Rebecca et Billy le freinent et le détournent vers un centre de formation abandonné destiné aux futurs cadres d'Umbrella. Ils découvrent que l'ancien directeur du centre et cofondateur de la société, le docteur James Marcus, était responsable de la découverte du virus Progenitor dans les années 1960 et a décidé d'examiner son potentiel en tant qu'arme biologique. Il l'a combiné avec de l'ADN de sangsue pour développer le virus T qui provoque des mutations rapides dans les organismes vivants et transforme ainsi les humains et les animaux en zombies et en monstres.
Alors que le duo continue d'explorer l'installation, Wesker décide de quitter Umbrella et de rejoindre sa société rivale, et prévoit de poursuivre ses recherches sur le virus T. William Birkin refuse son offre de se joindre à lui, choisissant plutôt de terminer ses recherches sur le virus G. Plus tard, Rebecca est séparée de Billy. Seule, elle rencontre le capitaine Enrico Marini, qui lui dit que le reste de l'équipe Bravo se retrouvera dans un vieux manoir qu'ils ont trouvé, mais lui permet de rester pour retrouver Billy. Juste après le départ d'Enrico, Rebecca est attaquée par le Tyran. Après avoir temporairement vaincu le Tyran, Rebecca retrouve Billy et, ensemble, ils le vainquent et continuent vers une usine d'eau.
Rebecca et Billy finissent par rattraper l'homme qui contrôle la sangsue, qui se trouve être la dernière expérience de Marcus, la reine sangsue. En 1988, Marcus a été assassiné sur les ordres de l'autre cofondateur d'Umbrella, Oswell E. Spencer, qui voulait ses recherches. La reine Sangsue s'introduit dans le corps du cadavre de Marcus qui va le ramener à la vie, dont l'objectif sera de se venger d'Umbrella. Après l'avoir temporairement vaincu, Billy et Rebecca tentent de s'échapper à la surface par un ascenseur, au moment où William Birkin déclenche le mécanisme d'autodestruction de l'installation. Poursuivis par la reine Sangsue, le duo finit par la tuer et s'échappe avant que l'installation ne soit détruite. Après leur fuite, Rebecca remarque le manoir mentionné par Enrico Marini et se prépare à s'y rendre. Avant de le faire, elle assure à Billy que son rapport de police le mentionnera comme une autre victime de l'incident. En la remerciant pour sa liberté, Billy s'en va tandis que Rebecca se dirige vers le manoir pour retrouver les membres de l'équipe Bravo.

## Système de jeu
Resident Evil Zero est un  survival horror avec une caméra à la troisième personne. Le gameplay est similaire au remake de Resident Evil de 2002. La principale nouveauté du jeu est le fait de contrôler deux personnages (Rebecca Chambers et Billy Coen) lorsqu'ils sont séparés à l'aide d'un bouton,. Durant les phases où Rebecca et Billy sont réunis dans un même environnement, le joueur ne contrôle qu'un seul personnage, mais il peut permuter à tout moment de personnage ou même lui donner des ordres. Resident Evil 0 garde les énigmes comme élément de gameplay, le système de partenaires est d'ailleurs mis en avant aussi pour résoudre les énigmes du jeu.
Chaque personnage comprend également une capacité unique. Rebecca possède un kit de mélange qui lui permet de combiner des herbes et d'autres produits chimiques, mais a une défense plus faible que son binôme,. Billy Coen peut déplacer des objets plus lourds, utiliser un briquet et est défensivement plus fort, mais ne peut pas combiner d'herbe en contrepartie,. Capcom reprend l'inventaire du précédent épisode, les deux personnages partagent chacun 6 emplacements pour s'équiper en armes à feu, en soin ou porter divers objets pour progresser au fil du jeu. En revanche, la grosse malle qui permettait de stocker ses objets a disparu, RE0 permet au joueur de laisser un objet au sol s'il n'a plus de place dans son inventaire,. Tous les objets laissés au sol sont indiqués sur la carte via le menu.
Tous les éléments du jeu sont préservés dans Resident Evil 0, les décors sont réalisés en 2D avec des images fixes et les personnages sont animés en trois dimensions. Les armes à feu sont identiques pour la plupart (pistolet, fusil à pompe, lances-grenades, magnum) et les armes de défenses comme le poignard ou la grenade aveuglante ont disparu. Le jeu intègre le cocktail Molotov qui doit être combiné avec des bouteilles vides et de l'essence. Le bestiaire se compose toujours de zombis, de hunters et d'araignées. Il s'étoffe avec des zombies sangsues, des insectes géants et des singes de laboratoire exposés au virus T,. Trois niveaux de difficulté sont proposés avant de démarrer une nouvelle partie (facile, normal et difficile).

## Développement
Tout comme Resident Evil 2 et Resident Evil 4, Resident Evil Zero connait un développement assez particulier. La version Nintendo 64 de Resident Evil Zero est à l'origine supervisée par le producteur Yoshiki Okamoto,. Lorsque la question lui est posée à propos de développer le jeu sur Nintendo 64, Yoshiki Okamoto répond : 

« Tout simplement pour un souci de cohérence. Sur PlayStation, nous avons sorti le 1, le 2 et le 3 à la suite ; il aurait été un peu idiot de sortir le Zero juste après. Sur Nintendo 64, les joueurs qui n'ont jamais joué à un Bio Hazard auront la possibilité de se mettre dessus sans avoir l'impression d'avoir raté un épisode. »

Bio Hazard ∅ est dévoilé par Capcom qui présente une démo jouable lors du Tokyo Game Show qui a lieu entre le 31 mars et 2 avril 2000,,. Resident Evil Zero met en avant le personnage de Rebecca Chambers, qui enquête dans un train accidenté,. La principale nouveauté apportée à la série est la possibilité de permuter de personnage et révèle qu'il y a deux personnages principaux dans cet opus,.
Le jeu est de nouveau présenté lors du Tokyo Game Show le 22-24 septembre 2000 sous le titre Resident Evil 0 (le Zero étant inscrit en chiffres et non en lettres). Cependant avec l'annonce de la GameCube et à cause de la capacité de stockage limité des cartouches Nintendo 64, Capcom annule le développement sur Nintendo 64 qui était par ailleurs presque achevé.

« Nous étions terriblement limités par la capacité de stockage de la ROM. Nous avions pourtant réussi à inclure tout ce que nous voulions impérativement dans le jeu, dans les limites de la ROM N64 (256 mégas). Et puis Nintendo a annoncé son projet Dolphin de console nouvelle génération. Cela nous a tout naturellement poussés à revoir le projet et le repousser. Ce fut une terrible décision, sachant que le jeu était très avancé, pour ne pas dire terminé ! »

— Hiroyuki Kobayashi
Le développement de Resident Evil Zero sur GameCube débute peu de temps avant le remake de 2002. Le scénario est en partie conservé sur le nouveau support GameCube, et la trame générale reste assez fidèle à la conception de départ. Les modifications observables sont bénéfiques, puisqu'il s'agit des graphismes qui se voient désormais améliorés, tout comme les vidéos précalculées en images de synthèse. Au printemps 2002, le développement du jeu est finalisé à environ 70%. La version finale du jeu sort au Japon le 21 novembre 2002 puis en Europe le 7 mars 2003,,,.

## Accueil
Consoles + attribue une note de 96 %, le mensuel ne relève aucun défaut majeur mais regrette la progression du jeu jugée « assez linéaire » et « orientée action ». Joypad évalue Resident Evil 0 avec une note de 8/10. Le magazine reproche la jouabilité du jeu qui est « identique depuis le premier épisode » sorti en 1996. Joypad met en avant l'esthétique du jeu et son univers, qualifié de « prenant ».

## Ventes
Sorti exclusivement sur GameCube avant d'être réédité sur d'autres supports, le jeu s'écoule à 1,25 million d'exemplaires au total, ce qui en fait, à l'heure actuelle, l'épisode le moins vendu de la saga Resident Evil.[réf. nécessaire]

## Postérité
Le jeu est réédité sur Wii au Japon le 10 juillet 2008, puis en Amérique du Nord et en Europe le 22 janvier 2010. Cette version s’intitule Resident Evil Archives: Resident Evil Zero.
Une version remastérisée intitulée Resident Evil 0 HD Remaster est sortie le 19 janvier 2016 sur PlayStation 3, PlayStation 4, Xbox 360, Xbox One et Microsoft Windows. Une compilation nommée Resident Evil Origins Collection, comprenant aussi la version HD du premier Resident Evil, est sortie la même période sur PlayStation 4 et Xbox One.

## Citations du jeu
1. ↑  Capcom Production Studio 3. Resident Evil Zero (GameCube). Capcom. 2002 :Rebecca : Ordre de transfert. Prisonnier : Billy Coen. Ex-lieutenant, 26 ans. Jugé en cour martiale et condamné à mort le 22 juillet. Le prisonnier doit être transféré à la base de Regarthon pour y être exécuté…
2. ↑  Capcom Production Studio 3. Resident Evil Zero (GameCube). Capcom. 2002 :Enrico : Écoute bien. Nous avons obtenu des renseignements détaillés sur le fugitif grâce au document trouvé dans le véhicule. Billy Coen a tué vingt-trois personnes. Nous savons également qu'il a été interné.
3. ↑  Capcom Production Studio 3. Resident Evil Zero (GameCube). Capcom. 2002 :- William : Que vas-tu faire ? 
- Wesker : Je vais tout simplement dire au revoir à Umbrella. L'arme biologique dérivée du virus T est presque prête. Il ne nous reste plus qu'à recueillir des données de combat.
 - William : Tu plaisantes ? Je refuse d'abandonner mon travail ! J'ai fini mes recherches sur le virus T, mais j'ai encore besoin d'un peu de temps pour mettre au point le virus G, qui est plus virulent. 
 - Wesker : Fais comme bon te semble. Je m'ne tiendrai à mon plan initial : attirer les membres du S.T.A.R.S dans le manoir. Leur entrainement spécial au combat fait d'eux des cobayes de choix.
4. ↑  Capcom Production Studio 3. Resident Evil Zero (GameCube). Capcom. 2002 :Marcus : Il y a 10 ans, Spencer m'a fait assassiner. Mais un miracle s'est produit. Le virus T qui était dans ma sangsue reine a mis de nombreuses années à me donner une nouvelle vie… Je suis vivant ! Je vais enfin pouvoir me venger d'Umbrella et le monde brûlera dans un enfer de haine !